# 顾桥镇
顾桥镇，是中华人民共和国安徽省淮南市凤台县下辖的一个乡镇级行政单位。

## 行政区划
顾桥镇下辖以下地区：
顾桥村、南圩村、临淝村、童郢村、八里村、张童村、北樊庙村、黄湾村、寺西村、王庄村、顾桥矿社区和顾北矿社区。